# Копрнь-Саньф
Копрнь-Саньф — упразднённый посёлок в Зубово-Полянском районе Мордовии России. Входил в состав Подлясовского сельского поселения. Исключен из учётных данных в 2008 году.

## География
Располагался в 4 км к северо-западу от села Подлясово.

## История
Основан в начале 1930-х годов переселенцами из сел Вадовские Селищи, Подлясово и Промзино.

## Население
| 2002 |
| ---- |
| 5    |

Национальный состав
Согласно результатам Всероссийской переписи населения 2002 года, в национальной структуре населения мордва-мокша составляли 100 %.